# Деніел Куає
Деніел Куає (англ. Daniel Quaye, нар. 25 грудня 1980) — ганський футболіст, захисник клубу «Аккра Грейт Олімпікс».

## Клубна кар'єра
У дорослому футболі дебютував 1996 року виступами за команду «Аккра Грейт Олімпікс», в якій провів один сезон. Своєю грою за цю команду привернув увагу представників тренерського штабу клубу «Хартс оф Оук», до складу якого приєднався 1999 року. Відіграв за клуб з Аккри наступні вісім сезонів своєї ігрової кар'єри, у складі якого 6 разів ставав національним чемпіоном і двічі володарем кубку Гани. Крім того, Деніел з командою виграв Лігу чемпіонів КАФ у 2000 році, Суперкубок КАФ у 2001 році та Кубок конфедерації КАФ у 2004.
Згодом з 2007 року два сезони грав у клубі другого дивізіону Китаю «Чунцін Ліфань», після чого ненадовго повернувся до Гани і пограв за «Ілевен Вайз», втім після цього знову став виступати у другому дивізіоні Китаю за клуби «Яньбянь Фуде» та «Бейцзін Ентерпрайзес».
Повернувшись 2012 року на батьківщину, Куає грав за «Бечем Юнайтед» та «Хартс оф Оук», а з 2015 року став знову виступати за рідний «Аккра Грейт Олімпікс».

## Виступи за збірні
Протягом 1995—1997 років залучався до складу молодіжної збірної Гани. У складі збірної до 17 років на чемпіонаті світу серед юнацьких команд 1997 року в Єгипті став з командою фіналістом турніру. Всього на молодіжному рівні зіграв у 7 офіційних матчах.
14 червня 2001 року дебютував в офіційних матчах у складі національної збірної Гани в зустрічі проти Того (0:0).
У складі збірної був учасником чемпіонату світу 2006 року в Німеччині, втім був запасним гравцем і на поле не виходив.

## Досягнення

### Клубні
- Чемпіон Гани: 1999, 2000, 2001, 2002, 2004, 2005
- Володар Кубка Гани: 1999, 2000
- Переможець Ліги чемпіонів КАФ:2000
- Володар Суперкубка КАФ: 2001
- Володар Кубка Конфедерації КАФ: 2004

### Міжнародні
- Фіналіст чемпіонату світу серед юнацьких команд: 1997